# 鈴木Kei方程式賽車
鈴木Kei方程式賽車（日语：フォーミュラ・スズキKei）乃是日本鈴木運動公司（IRD公司前身，鈴木公司子公司）製造販售的入門級方程式賽車。

## 內容與概要
2001年起鈴木公司開始舉行「鈴木方程式」賽車活動，由旗下鈴木運動公司（今IRD公司）製造出品鈴木Kei方程式賽車、鈴木隼方程式賽車等二部競技專用車款，並於同年5月15日起發售。其中前者搭載鈴木Kei Works所使用的658c.c.直列三缸DOHC K6A型渦輪增壓引擎（附中冷器），最高出力64ps / 6,500rpm、最大扭力10.8kg・m / 3,500rpm，搭配五速手排變速箱。由於屬於入門級，配置FRP引擎整流罩、15吋輪圈、四輪碟煞制動系統等，售價215萬日圓。不過原廠至2008年為止不再舉辦鈴木方程式比賽，本車款亦不再使用。

### 機械規格參數
- 車身代號：FK 20R
- 車體構造：鈴木運動公司製鐵製車身
- 車身尺碼：
  - 全長：3,740mm
  - 全寬：1,650mm
  - 全高：1,100mm
  - 軸距：2,150mm
  - 輪距：前1,470mm / 後1,470mm
  - 車輛重量：410kg
- 引擎：
  - 型式：KA6型水冷四衝程直列三缸DOHC 12氣門渦輪增壓附中冷器
  - 缸徑×行程：68.0×60.4mm
  - 總排氣量：0.658L
  - 壓縮比：8.6:1
  - 燃料供給：EPI電子控制燃料噴射系統
  - 最大馬力：64ps / 6,500rpm
  - 最大扭力：10.8kg・m / 3,500rpm
- 油箱容量：25L（FT3）
- 變速系統：5速手動排檔
- 避震系統：前後雙A臂懸吊系統
- 制動系統：4輪碟煞
- 輪胎規格：前175/80R15 / 後175/80R15
- 輪圈規格：前R15×6.5J / 後R15×6.5J
- 車色：白（FRP凝膠漆塗裝）
- 選購項目：
  - 輪胎：前160/50R13 / 後180/50VR13
  - 輪圈：13×6.0J / 後13×7.0J

## 內部連結
- 鈴木Kei
- 鈴木隼方程式賽車

## 外部連結
- （日語）スズキスポーツ
- （日語）webCG: スズキ、2台のレース用フォーミュラカーを発売 （页面存档备份，存于）